# Сигнальная функция белка
Сигнальная функция белков — способность белков служить сигнальными веществами, передавая сигналы между тканями, клетками или организмами.
Регуляторную функцию выполняют белки-гормоны. Связывание гормона с рецептором является сигналом, запускающим в клетке физиологические процессы. Гормоны регулируют концентрации веществ в крови и клетках, рост, размножение и другие процессы. Например, инсулин снижает содержание сахара в крови, гормон роста регулирует рост скелета, лептин регулирует аппетит.
Клетки могут взаимодействовать друг с другом на расстоянии с помощью специальных белков, передаваемых через межклеточное вещество. К таким белкам относятся цитокины, факторы роста и др.
Цитокины — небольшие пептидные информационные молекулы. Они регулируют взаимодействия между клетками, определяют жизнедеятельность клеток, их выживаемость, стимулируют или подавляют рост, дифференциацию, функциональную активность и апоптоз (явление программируемой клеточной
смерти), обеспечивают согласованность и упорядоченность действий иммунной, эндокринной и нервной систем. Примером цитокинов может служить фактор некроза опухолей, который передаёт сигналы воспаления между клетками организма.
Белковую природу имеют также некоторые феромоны. Так, половой феромон (sex-inducing pheromone) вольвокса — гликопротеид. Пептидные феромоны встречаются у самых разных организмов — от бактерий  (недоступная ссылка) до млекопитающих